# Jonas Ahlstrand
Jonas Ahlstrand, né le 16 février 1990 à Västerås, est un coureur cycliste suédois.

## Biographie
En 2007 et 2008, il termine troisième du championnat de Suède du contre-la-montre juniors, et en 2008 il est champion de Suède sur route chez les juniors. En 2010, il remporte la première étape et le classement général du Univest Grand Prix. En 2011, son équipe CykelCity depuis 2010 devient une équipe continentale. Il termine deuxième du Tallinn-Tartu GP et du Kernen Omloop Echt-Susteren. En 2012, il termine septième du Tour des Flandres espoirs et troisième de la Côte picarde puis remporte la première étape du Tour de Norvège devant des sprinteurs tels que Alessandro Petacchi et Edvald Boasson Hagen. Début août jusqu'à la fin de l'année il est stagiaire dans l'équipe Argos-Shimano, qui le recrute pour la saison 2013. En 2014, le 9 avril, il remporte au sprint le premier tronçon de la deuxième étape du Circuit de la Sarthe, à Angers.
Le 1er août 2014, Cofidis annonce la venue en 2015 de Jonas Ahlstrand au sein de son équipe.

## Palmarès
- 2004
  -  Champion de Suède sur route juniors (13-14 ans)[3]
- 2007
  - 3e du championnat de Suède du contre-la-montre juniors
- 2008
  -  Champion de Suède sur route juniors
  - 2e du Ringerike Grand Prix juniors
  - 3e du championnat de Suède du contre-la-montre juniors
- 2010
  -  Champion de Suède sur route espoirs[4]
  - Univest Grand Prix :
    - Classement général
    - 1re étape
- 2011
  - Grote Prijs Nieuwkerken-Waas
  - 2e du Tallinn-Tartu GP
  - 2e du Kernen Omloop Echt-Susteren
- 2012
  - 1re étape du Tour de Norvège
  - Scandinavian Race Uppsala
  - 2e de l'Östgötaloppet
  - 3e de la Côte picarde
- 2014
  - 2ea étape du Circuit de la Sarthe
  - Östgötaloppet
  - 2e étape du Tour d'Alberta
- 2015
  - 2e étape des Quatre Jours de Dunkerque
  - 4e étape de l'Eurométropole Tour

## Classements mondiaux
| Année            | 2010 | 2011 | 2012 | 2013 | 2014 | 2015 |
| ---------------- | ---- | ---- | ---- | ---- | ---- | ---- |
| UCI World Tour   |      |      |      | nc   | nc   |      |
| UCI Europe Tour  |      | 144e | 122e |      |      | 251e |
| UCI America Tour | 61e  |      |      |      |      |      |
| UCI Asia Tour    |      |      |      |      |      | nc   |